# Stolthet och fördom (1980)
Stolthet och fördom (engelska: Pride and prejudice) är en brittisk dramaserie producerad av BBC från 1980. Manuset skrevs av författaren Fay Weldon baserat på Jane Austens roman med samma namn från 1813. Elizabeth Garvie och David Rintoul spelar huvudrollerna som Elizabeth Bennet och Mr Darcy. Serien sändes första gången 13 januari till 10 februari 1980 på BBC2. Romanen har ett flertal gånger adapterats för både tv och film, detta var den femte filmatiseringen av BBC. Deras andra adaptioner sändes 1938, 1952, 1958, 1967 och 1995.

## Handling
Avsnitt 1. Mr. Bingley anländer för att leva i grannskapet, Mrs. Bennet anser honom vara ämnad att gifta sig med en av hennes fem ogifta döttrar.
Avsnitt 2. Mr. Collins, som kommer att ärva Longbourn där familjen Bennet bor, uppsöker dem. Han har för avsikt att välja en av flickorna till hustru.
Avsnitt 3. Mr. Bingleys plötsliga avresa till London har sårat Jane djupt och Elizabeth är övertygad om Mr. Darcy är den ansvariga även för detta efter att ha lyssnat på Mr. Wickhams berättelser om sitt olyckliga öde.
Avsnitt 4. Elizabeth omvärderar Mr. Darcy och hans frieri, när hon insett sanningen om Wickham och hon skäms för sina tidigare fördomar.
Avsnitt 5. Elizabeth besöker Pemberley och träffar Mr. Darcy igen. Nu vet hon att hennes första intryck var ogrundat och hon ångrar att hon avspisade honom då han friade. På grund av historien med hennes syster Lydia och Wickham tror hon att chansen inte kommer åter.

## Rollista i urval
- Elizabeth Garvie - Elizabeth Bennet
- David Rintoul - Fitzwilliam Darcy
- Peter Settelen - George Wickham
- Priscilla Morgan - Mrs. Bennet
- Moray Watson - Mr. Bennet
- Sabina Franklyn - Jane Bennet
- Natalie Ogle - Lydia Bennet
- Tessa Peake-Jones - Mary Bennet
- Clare Higgins - Kitty Bennet
- Osmund Bullock - Charles Bingley
- Marsha Fitzalan - Caroline Bingley
- Jennifer Granville - Mrs. Hurst
- Edward Arthur - Mr. Hurst
- Irene Richard - Charlotte Lucas
- Malcolm Rennie - Mr. Collins
- Elizabeth Stewart - Lady Lucas
- Peter Howell - Sir William Lucas
- Judy Parfitt - Lady Catherine de Bourgh
- Moir Leslie - Anne de Bourgh
- Emma Jacobs - Georgiana Darcy
- Desmond Adams - Colonel Fitzwilliam
- Shirley Cain - Mrs. Phillips
- Barbara Shelley - Mrs. Gardiner
- Michael Lees - Mr. Gardiner